# Heartland (Roxette)
Heartland è un album in studio del gruppo svedese Gyllene Tider, pubblicato nel 1984.
Heartland è un mini album di 6 tracce pubblicato negli Stati Uniti, e distribuito dalla Capitol, in LP e MC, con lo pseudonimo Roxette.

## Tracce
LP 1984 - U.S.A. (Capitol / MLP-15018)
- Lato A:

1. Teaser Japanese - 3:28
2. Run Run Run - 2:58
3. Break Another Heart - 4:27

- Lato B:

1. Dreaming - 3:15
2. When Love's on the Phone (You Just Have to Answer) - 3:51
3. Another Place, Another Time - 3:44

## Formazione
- Per Gessle - voce e chitarra
- Mats Persson - chitarra
- Mickael "Mycke Syd" Andersson - percussioni
- Anders Herrlin - basso
- Göran Fritzon - tastiere